# Al-Wasl Dubaj
Al-Wasl Dubaj (arab.: نادي الوصل) – klub sportowy ze Zjednoczonych Emiratów Arabskich najlepiej znany z sekcji piłkarskiej. Jego siedziba mieści się w Dubaju.

## Aktualna kadra drużyny
| Nr | Poz. | Piłkarz                  |
| -- | ---- | ------------------------ |
| 1  | BR   | Raszid Al-Suwaidi        |
| 3  | OB   | Omran Abdulrahman        |
| 6  | OB   | Wahid Ismail             |
| 7  | NA   | Mohammad Omar            |
| 8  | OB   | Ali Mahmoud              |
| 9  | OB   | Tariq Hassan             |
| 10 | PO   | Khalid Darwish (Kapitan) |
| 12 | BR   | Ali Hassan Al-Amir       |
| 13 | OB   | Darweesh Ahmad           |
| 14 | OB   | Khalaf Ismail            |
| 16 | PO   | Obaid Nasser             |
| 17 | NA   | Alexandre Oliveira       |
| 20 | PO   | Fadel Ahmad              |

| Nr | Poz. | Piłkarz             |
| -- | ---- | ------------------- |
| 21 | NA   | Sajed Al-Kas        |
| 23 | PO   | Mohammed Jamal      |
| 24 | NA   | Raszid Eissa        |
| 25 | OB   | Mohammed Al-Baluszi |
| 26 | PO   | Humaid Bin Lahej    |
| 28 | PO   | Faisal Ahmed        |
| 29 | OB   | Yasser Salem        |
| 32 | NA   | Ammar Mubarak       |
| 33 | PO   | Saud Suhail         |
| 55 | BR   | Madżed Nasir        |
| 70 | NA   | Mahir Jasem         |
| 77 | PO   | Eissa Ali           |
| 92 | OB   | Khalifa Abdullahn   |
| 99 | NA   | Alex Pires de Souza |